# Гиллард, Мелвин
Ме́лвин Пол Ги́ллард-мла́дший (англ. Melvin Paul Guillard, Jr.; род. 30 марта 1983, Новый Орлеан) — американский боец смешанного стиля, представитель лёгкой, полусредней и средней весовых категорий. Выступает на профессиональном уровне начиная с 2002 года, известен по участию в турнирах таких бойцовских организаций как UFC, WSOF, Bellator, Kunlun Fight, AFC и др. Участник бойцовского реалити-шоу The Ultimate Fighter.

## Биография
Мелвин Гиллард родился 30 марта 1983 года в Новом Орлеане, штат Луизиана. В детстве увлекался баскетболом, а во время учёбы в старшей школе начал заниматься борьбой. Становился чемпионом штата и в течение двух лет состоял в юниорской сборной Луизианы по борьбе. Продолжал тренироваться и после поступления в колледж, где получил степень в области уголовного права. Задумывался о карьере профессионального бойца уже с шестнадцатилетнего возраста.

### Начало профессиональной карьеры
Дебютировал в смешанных единоборствах на профессиональном уровне в ноябре 2002 года, первое время выступал в местном небольшом промоушене Нового Орлеана Battle of New Orleans, где одержал в общей сложности шесть побед. Также начало его карьеры тесно связано с организацией Freestyle Fighting Championships из Билокси, где он тоже часто выступал и потерпел здесь первые поражения.

### Ultimate Fighting Championship
Имея в послужном списке 18 побед и только четыре поражения, в 2005 году Гиллард привлёк к себе внимание крупнейшей бойцовской организации мира Ultimate Fighting Championship и стал участником второго сезона популярного бойцовского реалити-шоу The Ultimate Fighter. Хотя он проиграл отборочный бой и сразу же выбыл из числа участников шоу, ему всё же позволили выступить на финальном турнире, где он техническим нокаутом выиграл у Маркуса Дэвиса.
В 2006 году он продолжил выступать в UFC — в поединке с Джошем Ниром попался в «треугольник» и вынужден был сдаться, но при этом получил бонус за лучший бой вечера. С появлением в организации лёгкого весового дивизиона он получил возможность спуститься на одну категорию ниже, и это принесло свои плоды — последовали победы над Риком Дэвисом и Гейбом Рюдигером, бывшим чемпионом WEC.
В апреле 2007 года уже на 27 секунде боя с Джо Стивенсоном, победителем второго сезона TUF, оказался в «гильотине» и сдался. После боя Гиллард публично обвинил Стивенсона в использовании гармона роста, хотя позже выяснилось, что он сам провалил сделанный перед боем допинг-тест — в его моче был обнаружен бензоилэкгонин, метаболит кокаина. В итоге Атлетическая комиссия штата Невада отстранила его на восемь месяцев и назначила ему штраф в размере 2100 долларов. Боец объяснил своё пристрастие к наркотикам смертью отца, который всегда поддерживал его и смотрел все его поединки.
По окончании срока дисквалификации Гиллард встретился с Ричем Клементи и вновь проиграл сдачей. До и после боя бойцы вели агрессивный трештокинг. Во время представления соперников Гиллард показал Клементи средний палец, а по завершении поединка попытался напасть на него и был остановлен рефери Хербом Дином. За эти выходки его впоследствии выгнали из организации, тем не менее, вскоре он удачно выступил в небольшом независимом промоушене и быстро вернулся обратно в UFC.
В 2008 году Гиллард за 36 секунд нокаутировал Денниса Зифера, получив награду за лучший нокаут вечера. Затем выиграл раздельным решением судей у Глейсона Тибау и проиграл сдачей Нейту Диасу.
С февраля 2010 года началась большая победная серия Мелвина Гилларда, самый удачный этап в его спортивной карьере, что вероятно было связано с переходом в тренировочный зал знаменитого специалиста Грега Джексона в Альбукерке. В частности, он последовательно разобрался с Ронисом Торресом, Уэйлоном Лоу, Джереми Стивенсом, Эваном Данэмом (лучший нокаут вечера) и Шейном Роллером. Впечатляющая победная серия прервалась только в октябре 2011 года, когда уже на 47 секунде первого раунда с помощью удушающего приёма его заставил сдаться Джо Лозон.
В 2012 году Гиллард проиграл сдачей Джиму Миллеру, выиграл единогласным решением у Фабрисиу Камойнса, оказался в нокауте в поединке с Дональдом Серроне, заработав при всём при том бонус за лучший бой вечера, уступил раздельным решением Джейми Варнеру.
Встретившись в 2013 году с Маком Данцигом, удостоился уже третьего бонуса за лучший нокаут вечера. В следующем поединке Гиллард нанёс своему сопернику Россу Пирсону запрещённый удар коленом по голове, в результате чего у того открылось сильное рассечение и он не смог продолжить драться — в итоге этот бой был признан несостоявшимся. На 2014 год планировался повторный их поединок, но Пирсон из-за травмы снялся с турнира и был заменён Майклом Джонсоном. В достаточно скучном однообразном бою Гиллард проиграл единогласным судейским решением, и на этом его сотрудничество с UFC подошло к концу.

### World Series of Fighting
В апреле 2014 года исполнительный вице-президент World Series of Fighting Али Абдель-Азиз сообщил, что Мелвин Гиллард подписал контракт с их организацией на несколько боёв. В июле боец благополучно дебютировал в клетке WSOF, выиграв техническим решением у Жесиаса Кавалканти, и тем самым удостоился права оспорить чемпионский титул в лёгком весе, который на тот момент принадлежал непобеждённому Джастину Гейджи. Бой между ними состоялся в ноябре, но Гиллард не смог уложиться в рамки лёгкой весовой категории и, таким образом, чемпионский пояс для него на кону не стоял. В близком противостоянии Гейджи выиграл раздельным решением судей. В апреле 2015 года руководство WSOF объявило о прекращении отношений с Гиллардом.

### Bellator MMA
Гиллард не долго оставался свободным агентом, уже в мае 2015 года его приняли в ряды Bellator MMA, а президент организации Скотт Кокер воодушевлённо поприветствовал бойца в специальном пресс-релизе: «Мы рады принять на борт такого бойца как Мелвин». Ему позволили самостоятельно выбрать себе соперника, и он выбрал Брэндона Гирца, тем не менее, сам бой для него не удался — по окончании трёх раундов судьи единогласно отдали победу Гирцу.
Его карьера в Bellator в целом не задалась, в феврале 2016 года последовало поражение от Дерека Кампоса. В июле того же года ему всё-таки удалось прервать серию из трёх поражений, отправив в нокаут Дэвида Рикелса, но в его пробе вновь было обнаружено запрещённое вещество, Атлетическая комиссия Канзаса отстранила его на год, а результат прошедшего боя был аннулирован. Позже дисквалификацию сократили до шести месяцев, когда Гиллард согласился пройти программу реабилитации от наркотической зависимости.
Вернувшись в ММА в январе 2017 года, Гиллард встретился с Чиди Нджокуани и проиграл ему единогласным решением судей.

### Другие организации
В июне 2017 года на турнире китайской организации Kunlun Fight Гиллард подрался с россиянином Муслимом Салиховым и был нокаутирован в первом же раунде. Затем на турнире в Австралии, где на кону стоял титул временного чемпиона Australian Fighting Championship в среднем весе, его техническим нокаутом победил небитый проспект Исраэль Адесанья. В то же время Гиллард отметился в кулачных боях без перчаток в Англии, хотя каких-то значительных успехов здесь не добился.
Присутствует в качестве игрового персонажа в компьютерной игре UFC Undisputed 3 (2012).

## Статистика в профессиональном ММА
| Боёв 60         | Побед 32 | Поражений 23 |
| --------------- | -------- | ------------ |
| Нокаутом        | 21       | 6            |
| Сдачей          | 2        | 10           |
| Решением        | 9        | 7            |
| Ничьи           | 2        | 2            |
| Не состоявшихся | 3        | 3            |

| Результат    | Рекорд      | Соперник           | Способ                  | Турнир                                                        | Дата             | Раунд | Время | Место                  | Примечание                                                                                          |
| ------------ | ----------- | ------------------ | ----------------------- | ------------------------------------------------------------- | ---------------- | ----- | ----- | ---------------------- | --------------------------------------------------------------------------------------------------- |
| Поражение    | 32–23–2 (3) | Джозайя Харрелл    | Сдача (удушение сзади)  | Ohio Combat League 38                                         | 17 мая 2025      | 1     | 3:25  | Ньюпорт, Кентукки, США | |
| Поражение    | 32–22–2 (3) | Терри Хаус младший | Единогласное решение    | United Combat League 32                                       | октября 18, 2019 | 3     | 5:00  | Хаммонд, Индиана, США  | Вернулся в полусредний вес                                                                          |
| Поражение    | 32-21-2 (3) | Таканори Гоми      | KO (удары руками)       | Rizin 11                                                      | 29 июля 2018     | 1     | 2:33  | Сайтама, Япония        | Бой в промежуточном весе 74 кг; Гиллард не сделал вес.                                              |
| Поражение    | 32-20-2 (3) | Морис Джексон      | TKO (удары руками)      | SCL 65: Destination                                           | 10 февраля 2018  | 2     | 1:50  | Денвер, США            | |
| Поражение    | 32-19-2 (3) | Исраэль Адесанья   | TKO (удары руками)      | Australian Fighting Championship 20                           | 28 июля 2017     | 1     | 4:48  | Мельбурн, Австралия    | Бой за титул временного чемпиона AFC в среднем весе.                                                |
| Поражение    | 32-18-2 (3) | Муслим Салихов     | KO (ногой с разворота)  | Kunlun Fight MMA 12                                           | 1 июня 2017      | 1     | 1:33  | Яньтай, Китай          | Гиллард не сделал вес..                                                                             |
| Поражение    | 32-17-2 (3) | Чиди Нджокуани     | Единогласное решение    | Bellator 171                                                  | 27 января 2017   | 3     | 5:00  | Малвейн, США           | Бой в промежуточном весе 81,2 кг.                                                                   |
| Не состоялся | 32-16-2 (3) | Дэвид Рикелс       | NC (результат отменён)  | Bellator 159                                                  | 22 июля 2016     | 1     | 2:14  | Малвейн, США           | Бой в промежуточном весе 71,7 кг; Гиллард не сделал вес. Выиграл нокаутом, но провалил допинг-тест. |
| Поражение    | 32-16-2 (2) | Дерек Кампос       | KO (удары руками)       | Bellator 149                                                  | 19 февраля 2016  | 2     | 0:32  | Хьюстон, США           | Бой в промежуточном весе 71,7 кг; Гиллард не сделал вес.                                            |
| Поражение    | 32-15-2 (2) | Брэндон Гирц       | Раздельное решение      | Bellator 141                                                  | 28 августа 2015  | 3     | 5:00  | Темекьюла, США         | |
| Поражение    | 32-14-2 (2) | Джастин Гейджи     | Раздельное решение      | WSOF 15                                                       | 15 ноября 2014   | 3     | 5:00  | Тампа, США             | Бой в промежуточном весе 71,2 кг; Гиллард не сделал вес.                                            |
| Победа       | 32-13-2 (2) | Жесиас Кавалканти  | TKO (удары)             | WSOF 11                                                       | 5 июля 2014      | 2     | 2:36  | Дейтона-Бич, США       | Бой в промежуточном весе 71,2 кг; Гиллард не сделал вес.                                            |
| Поражение    | 31-13-2 (2) | Майкл Джонсон      | Единогласное решение    | UFC Fight Night: Gustafsson vs. Manuwa                        | 8 марта 2014     | 3     | 5:00  | Лондон, Англия         | |
| Не состоялся | 31-12-2 (2) | Росс Пирсон        | NC (запрещённый удар)   | UFC Fight Night: Machida vs. Munoz                            | 26 октября 2013  | 1     | 1:57  | Манчестер, Англия      | Гиллард пропустил запрещённый удар коленом и не смог продолжить поединок.                           |
| Победа       | 31-12-2 (1) | Мак Данциг         | KO (удары руками)       | UFC on Fox: Johnson vs. Moraga                                | 27 июля 2013     | 2     | 2:47  | Сиэтл, США             | Нокаут вечера.                                                                                      |
| Поражение    | 30-12-2 (1) | Джейми Варнер      | Раздельное решение      | UFC 155                                                       | 29 декабря 2012  | 3     | 5:00  | Лас-Вегас, США         | |
| Поражение    | 30-11-2 (1) | Дональд Серроне    | KO (удары)              | UFC 150                                                       | 11 августа 2012  | 1     | 1:16  | Денвер, США            | Бой в промежуточном весе 71,3 кг; Гиллард не сделал вес. Бой вечера.                                |
| Победа       | 30-10-2 (1) | Фабрисиу Камойнс   | Единогласное решение    | UFC 148                                                       | 7 июля 2012      | 3     | 5:00  | Лас-Вегас, США         | |
| Поражение    | 29-10-2 (1) | Джим Миллер        | Сдача (удушение сзади)  | UFC on FX: Guillard vs. Miller                                | 20 января 2012   | 1     | 3:04  | Нашвилл, США           | |
| Поражение    | 29-9-2 (1)  | Джо Лозон          | Сдача (удушение сзади)  | UFC 136                                                       | 8 октября 2011   | 1     | 0:47  | Хьюстон, США           | |
| Победа       | 29-8-2 (1)  | Шейн Роллер        | KO (удары руками)       | UFC 132                                                       | 2 июля 2011      | 1     | 2:12  | Лас-Вегас, США         | |
| Победа       | 28-8-2 (1)  | Эван Данэм         | TKO (удары коленями)    | UFC: Fight For The Troops 2                                   | 22 января 2011   | 1     | 2:58  | Форт-Худ, США          | Нокаут вечера.                                                                                      |
| Победа       | 27-8-2 (1)  | Джереми Стивенс    | Раздельное решение      | UFC 119                                                       | 25 сентября 2010 | 3     | 5:00  | Индианаполис, США      | |
| Победа       | 26-8-2 (1)  | Уэйлон Лоу         | TKO (удары)             | UFC 114                                                       | 29 мая 2010      | 1     | 3:28  | Лас-Вегас, США         | |
| Победа       | 25-8-2 (1)  | Ронис Торрес       | Единогласное решение    | UFC 109                                                       | 6 февраля 2010   | 3     | 5:00  | Лас-Вегас, США         | |
| Поражение    | 24-8-2 (1)  | Нейт Диас          | Сдача (гильотина)       | UFC Fight Night: Diaz vs. Guillard                            | 16 сентября 2009 | 2     | 2:13  | Оклахома-Сити, США     | |
| Победа       | 24-7-2 (1)  | Глейсон Тибау      | Раздельное решение      | The Ultimate Fighter: United States vs. United Kingdom Finale | 20 июня 2009     | 3     | 5:00  | Лас-Вегас, США         | |
| Победа       | 23-7-2 (1)  | Деннис Зифер       | TKO (удары руками)      | UFC 86                                                        | 5 июля 2008      | 1     | 0:36  | Лас-Вегас, США         | Нокаут вечера.                                                                                      |
| Победа       | 22-7-2 (1)  | Эрик Реган         | Единогласное решение    | RITC 105: Friday Night Fights                                 | 7 марта 2008     | 3     | 3:00  | Финикс, США            | |
| Поражение    | 21-7-2 (1)  | Рич Клементи       | Сдача (удушение сзади)  | UFC 79                                                        | 29 декабря 2007  | 1     | 4:40  | Лас-Вегас, США         | |
| Поражение    | 21-6-2 (1)  | Джо Стивенсон      | Сдача (гильотина)       | UFC Fight Night: Stevenson vs. Guillard                       | 5 апреля 2007    | 1     | 0:27  | Лас-Вегас, США         | Гиллард провалил допинг-тест.                                                                       |
| Победа       | 21-5-2 (1)  | Гейб Рюдигер       | TKO (удар в корпус)     | UFC 63                                                        | 23 сентября 2006 | 2     | 1:01  | Анахайм, США           | |
| Победа       | 20-5-2 (1)  | Рик Дэвис          | KO (удар рукой)         | UFC 60                                                        | 27 мая 2006      | 1     | 1:37  | Лос-Анджелес, США      | |
| Поражение    | 19-5-2 (1)  | Джош Нир           | Сдача (треугольник)     | UFC Fight Night 3                                             | 16 января 2006   | 1     | 4:20  | Лас-Вегас, США         | Fight of the Night.                                                                                 |
| Победа       | 19-4-2 (1)  | Маркус Дэвис       | TKO (остановлен врачом) | The Ultimate Fighter 2 Finale                                 | 5 ноября 2005    | 2     | 2:55  | Лас-Вегас, США         | |
| Не состоялся | 18-4-2 (1)  | Роджер Уэрта       | NC (результат отменён)  | Freestyle Fighting Championships 14                           | 5 марта 2005     | 3     | 5:00  | Билокси, США           | Гиллард выиграл решением, но результат отменили.                                                    |
| Победа       | 18-4-2      | Питер Кальевич     | TKO (удары локтями)     | Freestyle Fighting Championships 14                           | 5 марта 2005     | 1     | 2:24  | Билокси, США           | |
| Победа       | 17-4-2      | Даррелл Смит       | TKO (удары руками)      | Freestyle Fighting Championships 14                           | 5 марта 2005     | 1     | 3:07  | Билокси, США           | |
| Победа       | 16-4-2      | Роб Эмерсон        | Раздельное решение      | RCF: Cold Hearted                                             | 19 февраля 2005  | 3     | 5:00  | Билокси, США           | |
| Поражение    | 15-4-2      | Сантино Дефранко   | Сдача (треугольник)     | ISCF: Domination at the DAC                                   | 20 ноября 2004   | 1     | 2:33  | Атланта, США           | |
| Победа       | 15-3-2      | Джейсон Хетеуэй    | TKO (удары руками)      | ISCF: Compound Fracture                                       | 15 октября 2004  | 1     | 0:37  | Атланта, США           | |
| Ничья        | 14-3-2      | Лаверне Кларк      | Ничья                   | RCF: Duel in the Delta                                        | 25 сентября 2004 | 3     | 5:00  | Таника, США            | |
| Победа       | 14-3-1      | Анхель Ниевинс     | Единогласное решение    | FFC 11: Explosion                                             | 10 сентября 2004 | 3     | 5:00  | Билокси, США           | |
| Поражение    | 13-3-1      | Райан Стаут        | Сдача (рычаг локтя)     | Battle of New Orleans 14                                      | 10 июля 2004     | 1     | 2:55  | Новый Орлеан, США      | |
| Ничья        | 13-2-1      | Ли Кинг            | Ничья                   | Battle of New Orleans 13                                      | 25 июня 2004     | 3     | 5:00  | Новый Орлеан, США      | |
| Победа       | 13-2        | Рич Миллер         | TKO (удары руками)      | Extreme Challenge 58                                          | 11 июня 2004     | 2     | 2:07  | Медайна, США           | |
| Победа       | 12-2        | Кайл Брэдли        | TKO (удары руками)      | Freestyle Fighting Championships 9                            | 14 мая 2004      | 1     | 4:20  | Билокси, США           | |
| Поражение    | 11-2        | Джейк Шорт         | Единогласное решение    | Freestyle Fighting Championships 8                            | 5 марта 2004     | 3     | 5:00  | Билокси, США           | |
| Поражение    | 11-1        | Карлу Пратир       | Сдача (гильотина)       | Freestyle Fighting Championships 7                            | 19 декабря 2003  | 1     | 2:32  | Билокси, США           | |
| Победа       | 11-0        | Джастин Уиман      | TKO (удары руками)      | ISCF: Anarchy in August                                       | 2 августа 2003   | 2     | N/A   | Атланта, США           | |
| Победа       | 10-0        | Кайл Брэдли        | Сдача (рычаг локтя)     | FFC 6: No Love                                                | 11 июля 2003     | 1     | 2:54  | Билокси, США           | |
| Победа       | 9-0         | Пол Парселл        | TKO (удары руками)      | Art of War 2                                                  | 21 июня 2003     | 1     | N/A   | Калиспелл, США         | |
| Победа       | 8-0         | Диегу Сарайва      | KO (удары руками)       | ISCF: May Madness                                             | 23 мая 2003      | 1     | N/A   | Атланта, США           | |
| Победа       | 7-0         | Алекс Кронофски    | KO (удар рукой)         | Battle of New Orleans 6                                       | 26 апреля 2003   | 1     | 1:32  | Новый Орлеан, США      | |
| Победа       | 6-0         | Аарон Уильямс      | TKO (удары руками)      | Freestyle Fighting Championships 5                            | 25 апреля 2003   | 1     | 1:43  | Билокси, США           | |
| Победа       | 5-0         | Виктор Эстрада     | Сдача (рычаг локтя)     | Battle of New Orleans 5                                       | 22 марта 2003    | 1     | 2:04  | Новый Орлеан, США      | |
| Победа       | 4-0         | Род Рамирес        | TKO (удары руками)      | Battle of New Orleans 4                                       | 15 февраля 2003  | 2     | 0:32  | Новый Орлеан, США      | |
| Победа       | 3-0         | Джо Джордан        | Единогласное решение    | Battle of New Orleans 3                                       | 18 января 2003   | 2     | 5:00  | Новый Орлеан, США      | |
| Победа       | 2-0         | Джонатон Харгродер | KO (удар рукой)         | Battle of New Orleans 2                                       | 21 декабря 2002  | 1     | 0:31  | Новый Орлеан, США      | |
| Победа       | 1-0         | Келвин Мартин      | Единогласное решение    | Battle of New Orleans 1                                       | 16 ноября 2002   | 2     | 5:00  | Новый Орлеан, США      | |